# Läuferspitze
Die Läuferspitze ist ein 1956 m ü. A. hoher Berg im österreichischen Teil der Allgäuer Alpen.

## Lage und Umgebung
Der in der Untergruppe Tannheimer Berge gelegene Berg erhebt sich im Zentrum der Gruppe nördlich über dem Tannheimer Tal. Im Süden des Berges liegt der unbedeutende Haller Schrofen (1934 m), der durch das Hallergernjoch (1853 m) nach Südosten vom Schartschrofen (1968 m) getrennt ist. Mit diesen zwei Bergen bildet die Läuferspitze den Westrand und Ursprung des Raintals. Nach Westen fallen die Flanken der Läuferspitze ins Tannheimer Tal ab. Im Norden geht die Läuferspitze über das Füssener Jöchl (1818 m) zur Sefenspitze (1948 m) über.  Nach Osten hin senkt sich die Läuferspitze ins Reintaler Jöchl ab und geht zum Hahnenkopf (1942 m) über.
Über den Gipfel der Läuferspitze verläuft die Grenze zwischen den Gemeinden Musau im Osten und Grän im Westen.

## Namensherkunft
Zum ersten Mal erwähnt wurde die Läuferspitze um 1580 in einer Grenzaufnahme, allerdings als Haller Kopf. In einer weiteren Grenzaufnahme erfolgte 1623 eine weitere Erwähnung mit In ersten Haller Kopf oder Spiz. Ende des 19. Jahrhunderts wurde von August Kübler vermutet, der Name der Läuferspitze käme von einer Quelle, die in der Nähe entspringt. Zu dieser Annahme kam er, da er diese Quelle mit dem althochdeutschen Wort louf für „laufen“ in Verbindung brachte. Allerdings ist diese Deutung unwahrscheinlich. Steiner vermutet den Ursprung des Namens in der Bedeutung eines Läufers als Zwischenmarkstein. Entweder war der Berg mit einem solchen versehen oder war in seiner Gestalt selbst als ein solcher gesehen worden. Letzteres wäre dann auf seine Position zwischen den hohen, auffälligen Bergen mit Aggenstein und Brentenjoch im Nordwesten und Gimpel im Südosten bezogen.

## Besteigung
Stützpunkte für die Besteigung der Sefenspitze können Füssener Hütte (1550 m) und Otto-Mayr-Hütte (1530 m) im Raintal sowie die Vilser Alpe (1228 m) im Alptal sein. Außerdem endet am Füssener Jöchl die Umlaufseilbahn der Liftgesellschaft Grän.
Der Normalweg auf die Läuferspitze führt vom Füssener Jöchl über den schrofigen Nordgrat mit leichten Kletterstellen im I. Schwierigkeitsgrad und Drahtseilsicherungen auf den Gipfel. Dabei ist Trittsicherheit nötig. Auch von Südosten ist ein Zugang zum Gipfel möglich. Allerdings muss hier eine kurze Felswand (II) überwunden werden, die inzwischen mit einem neuen Drahtseil und Trittbügeln entschärft ist.

## Bilder

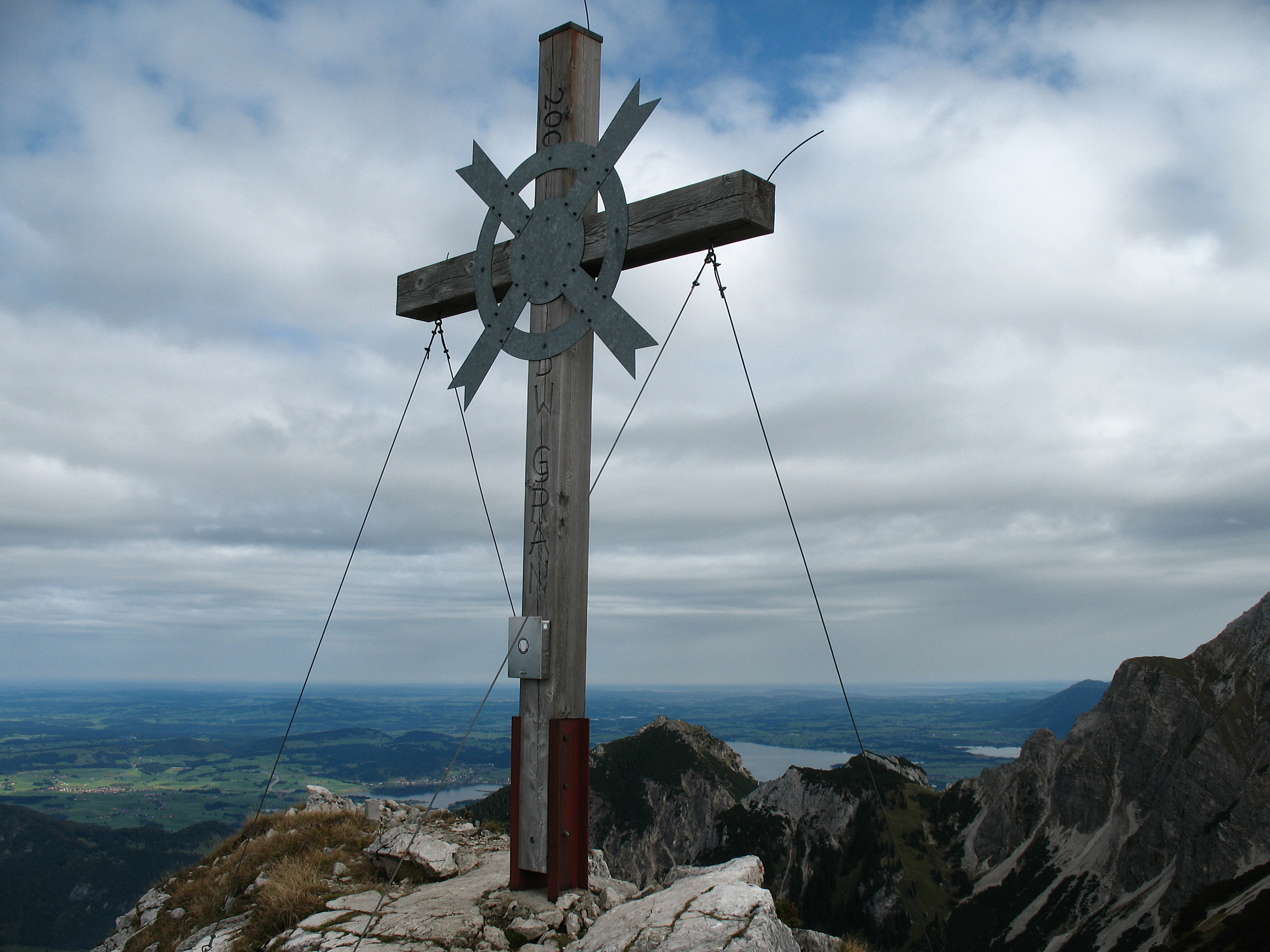
Gipfelkreuz
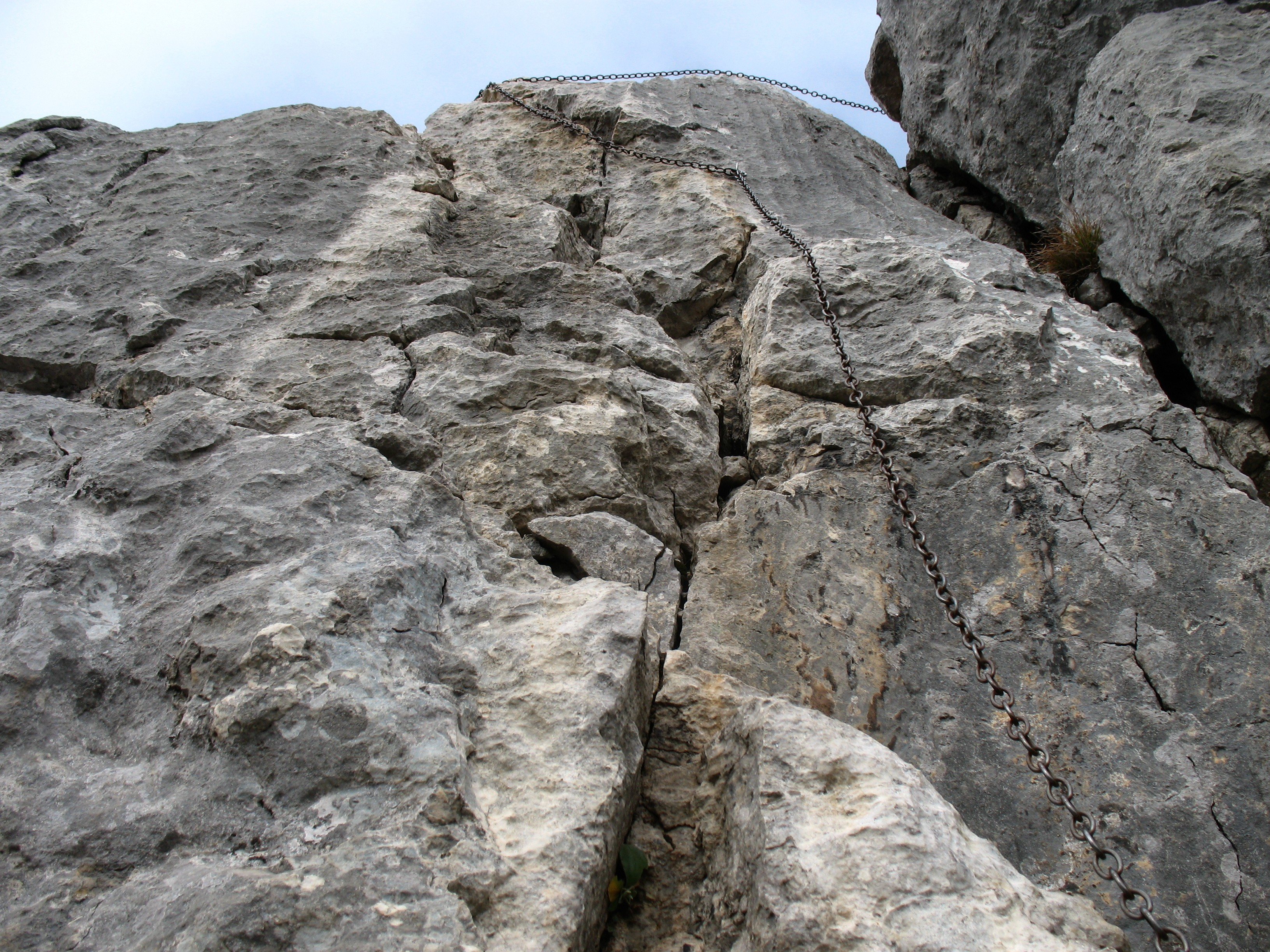
Gipfelwändchen (II)
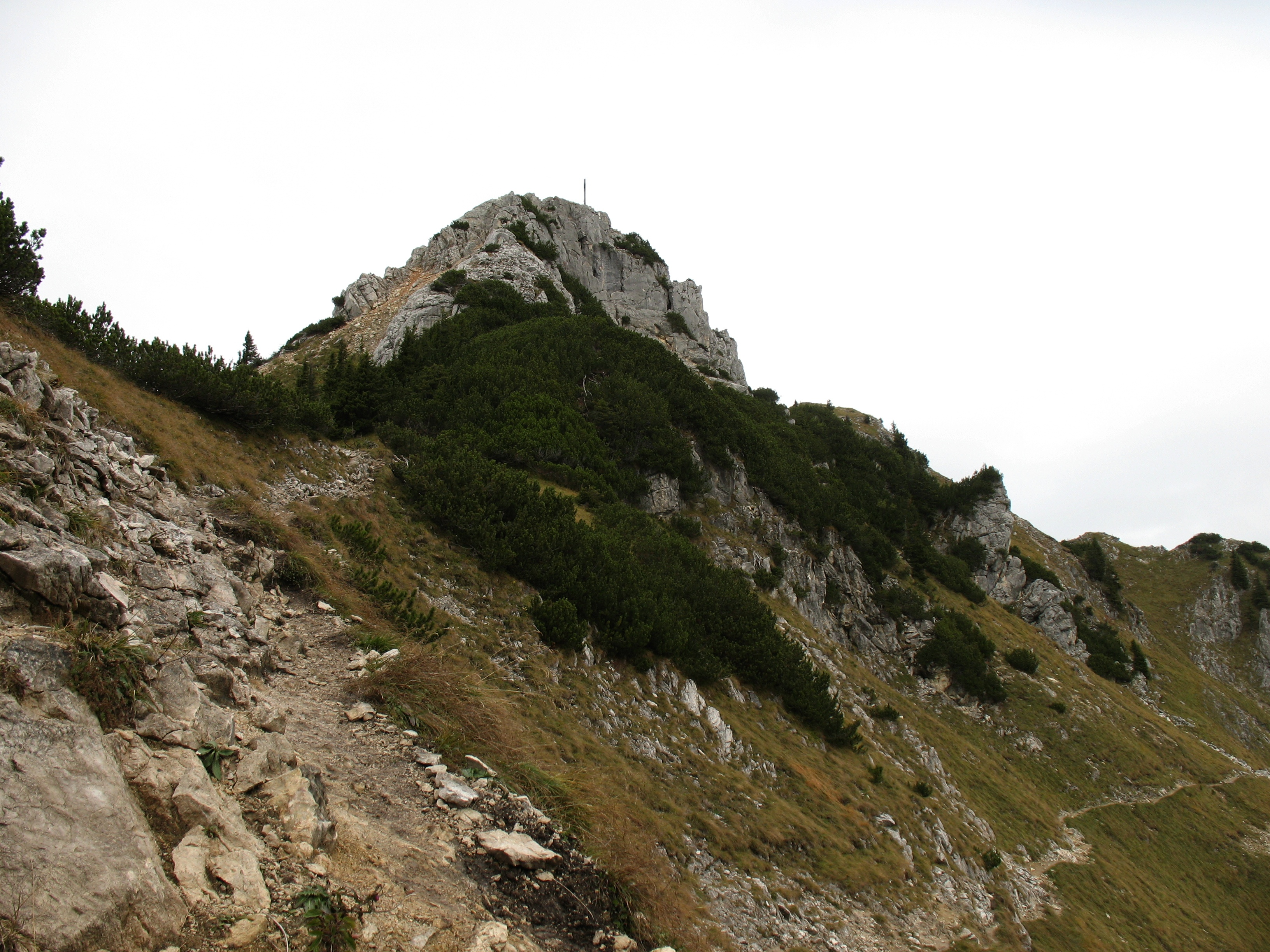
Ostflanke & Südgrat
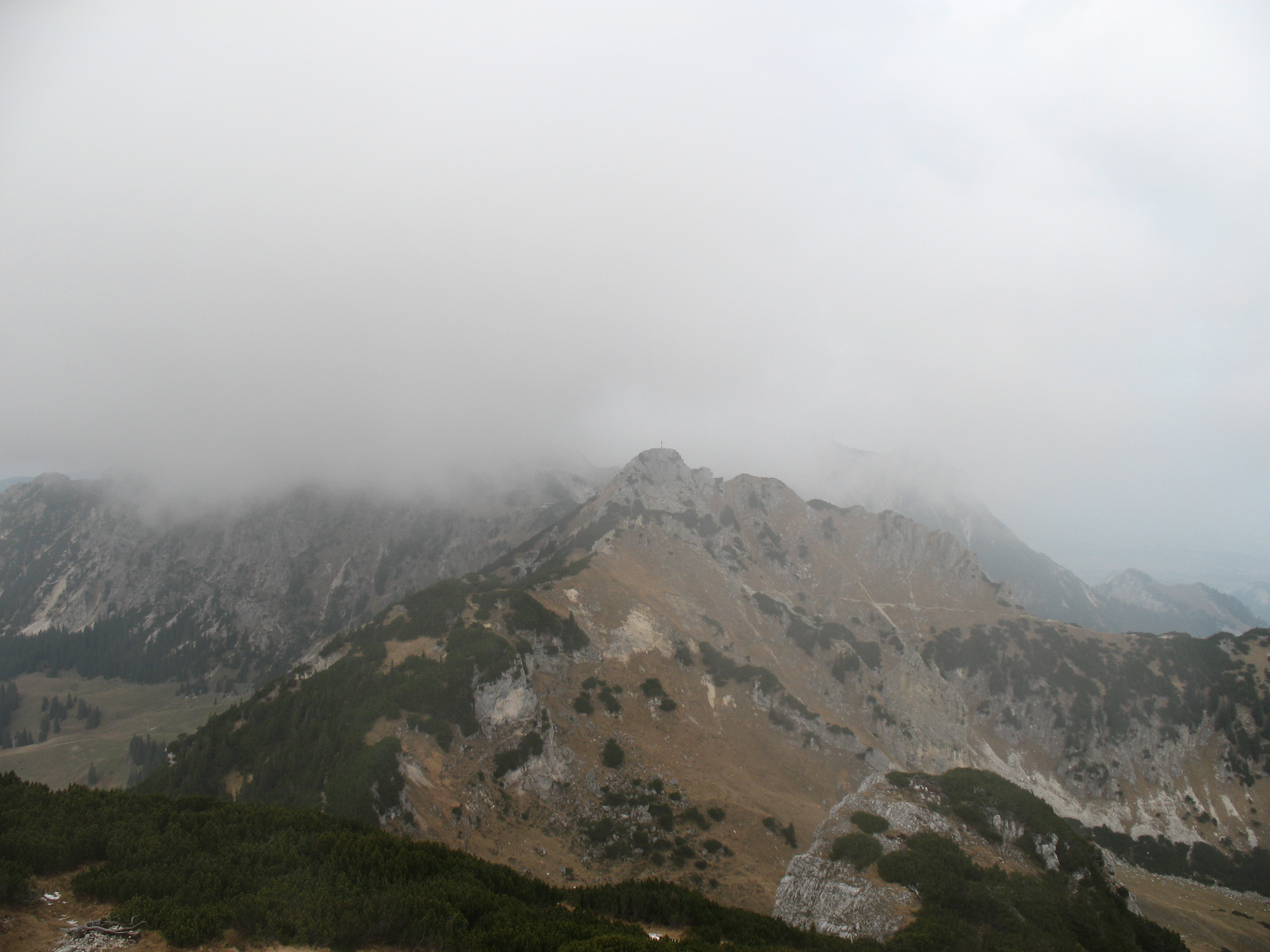
Vom Schartschrofen